# Mesorregión del Norte Piauiense
La mesorregión del Norte Piauiense es una de las cuatro mesorregiones del estado brasileño del Piauí. Es formada por la unión de 32 municipios agrupados en dos microrregiones.

## Microrregiones
- Bajo Parnaíba Piauiense
- Litoral Piauiense

- Datos: Q2012448